# Stazione di Bolgheri
La stazione di Bolgheri è una fermata ferroviaria a servizio del comune di Bibbona sulla linea Tirrenica.
Nonostante la stazione si trovi nel comune di Bibbona, prende il nome di Bolgheri che è una frazione del comune di Castagneto Carducci.
La gestione degli impianti è affidata a Rete Ferroviaria Italiana, società del gruppo Ferrovie dello Stato, che classifica la stazione nella categoria "Bronze".

## Storia
La stazione venne aperta l'11 settembre 1900 con il nome di "Sorbizzi", quale nuova fermata della ferrovia Pisa-Roma tra le stazioni di Bibbona Casale e Castagneto. Fu ridenominata "Bolgheri" l'anno seguente.

## Struttura ed impianti

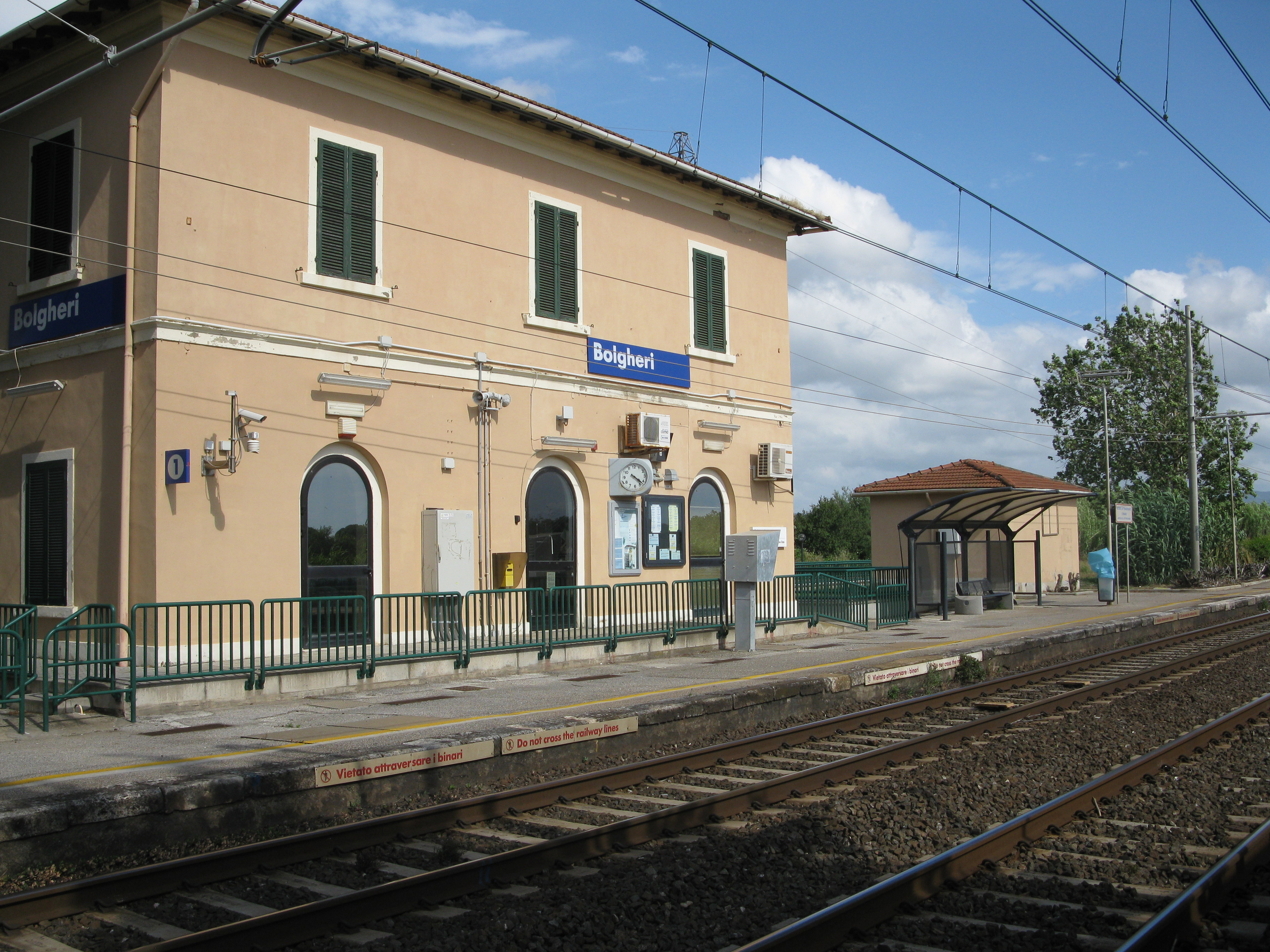
Lato ferrovia del fabbricato viaggiatori

Il fabbricato viaggiatori si compone su due piani, ma non è più accessibile da parte dei viaggiatori.
La stazione è sorvegliata da telecamere per prevenire atti vandalici.
Tutti i binari della stazione sono serviti da banchina e da una pensilina con alcuni posti a sedere. Le due banchine sono collegate da un sottopassaggio con pedane per rendere più agevole l'accesso ai disabili e ciclisti.

## Caratteristiche

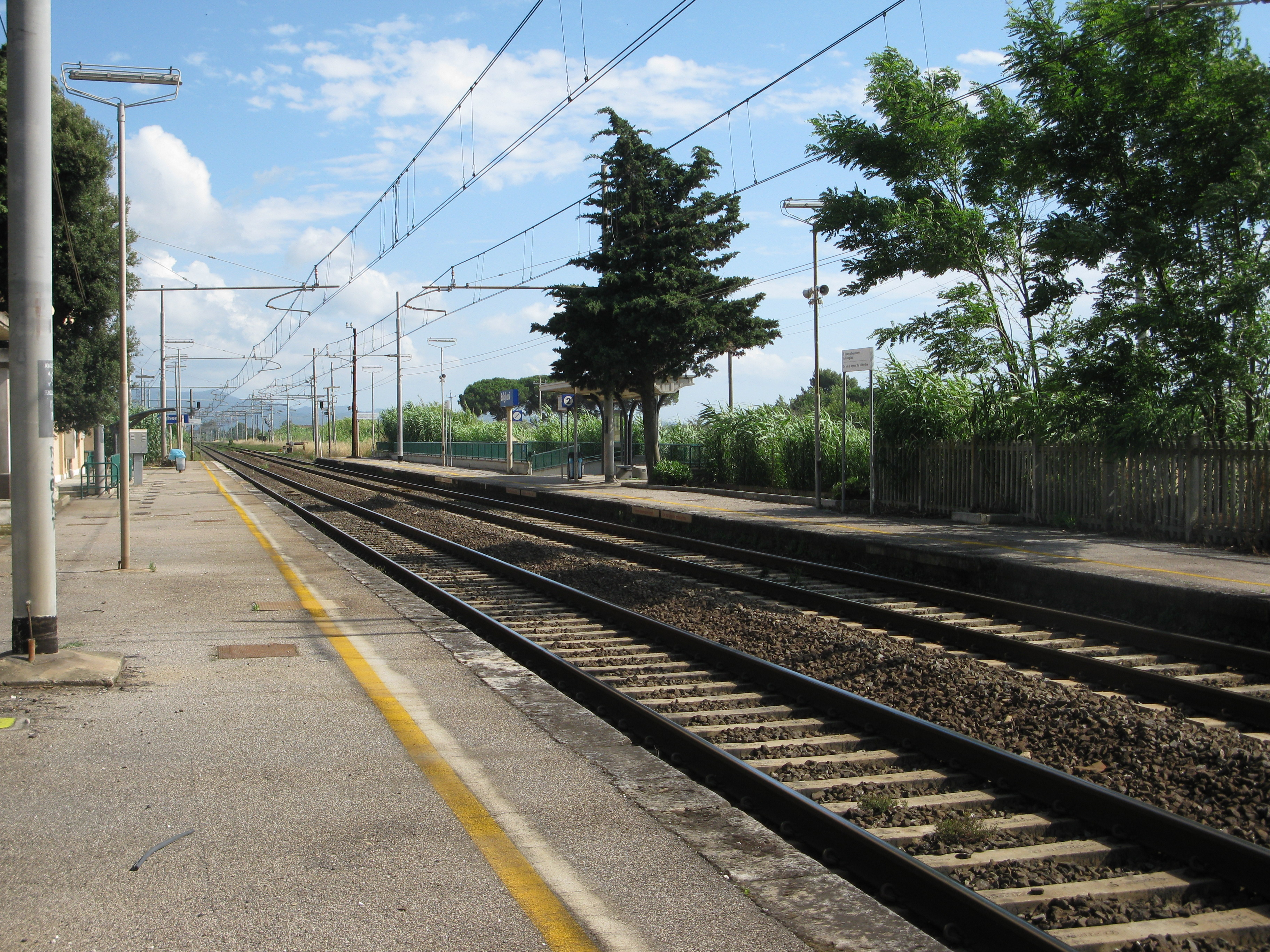
Piano dei binari

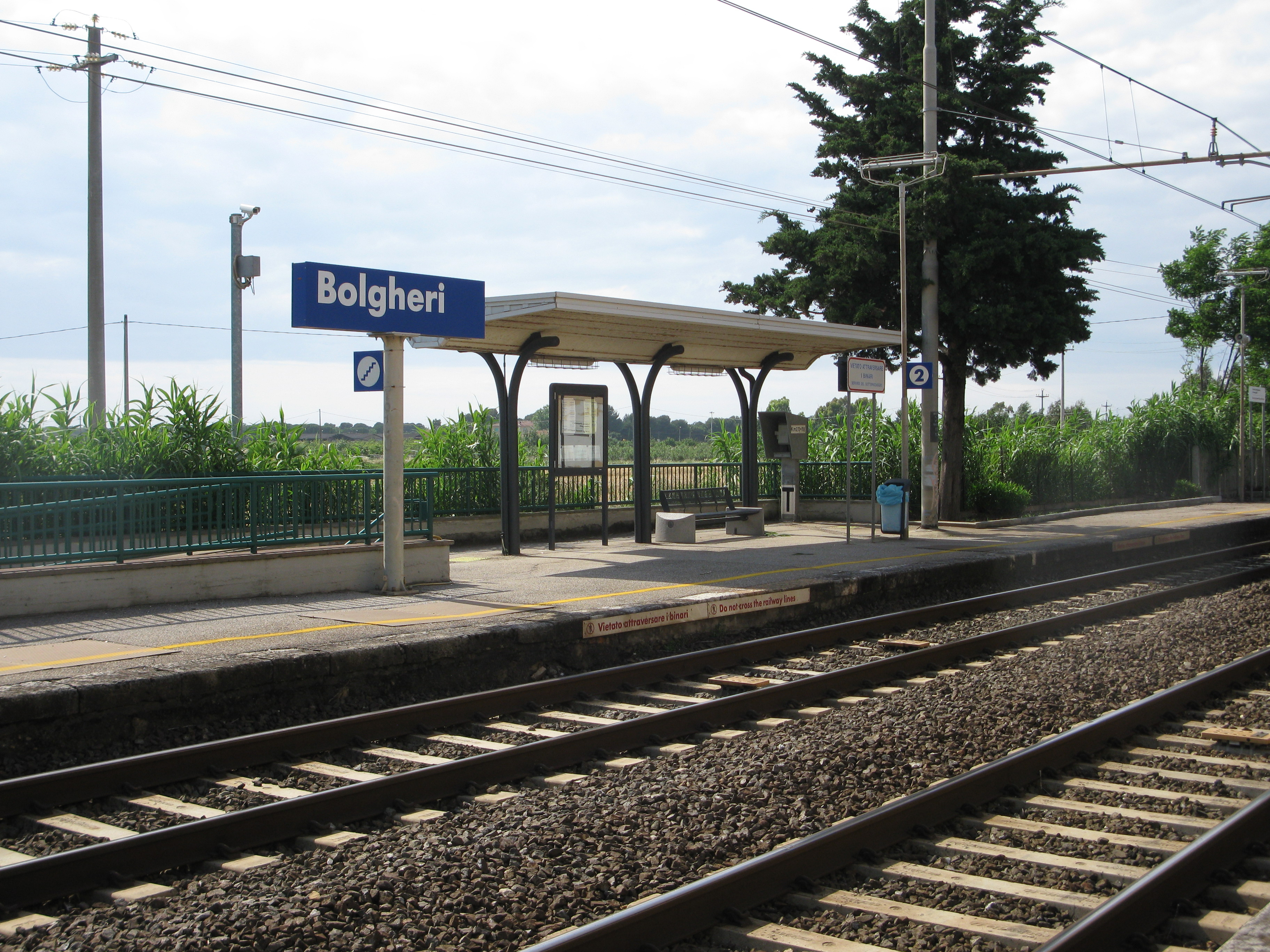
Pensilina binario 2

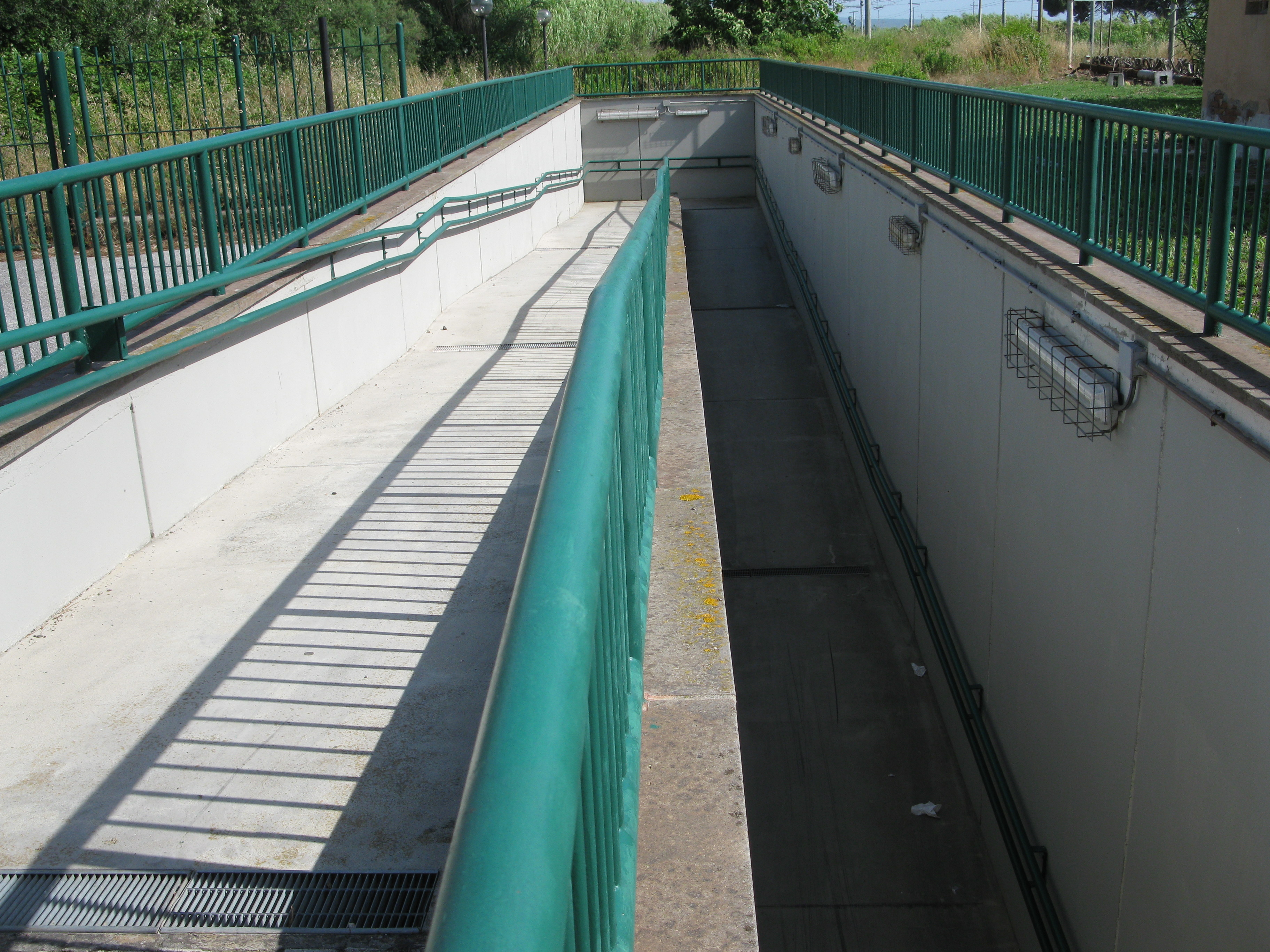
Sottopassaggio

La stazione ha due binari, entrambi di corsa.
Il binario 1 è usato per i treni in direzione Sud mentre il binario 2 per i treni verso Nord.

## Servizi
- Sottopassaggio con rampe che permette all'utilizzo anche da parte di disabili.
- Fermata Autolinee Toscane sul bivio con la strada provinciale.
- Stazione video sorvegliata
- Stazione accessibile ai disabili

## Movimento
Il traffico viaggiatori è principalmente costituito da vacanzieri diretti alla vicina località balneare Marina di Bibbona.
La frequenza dei treni non è molto alta (specialmente nel periodo invernale) sono comunque presenti collegamenti da e per Firenze.
In futuro con l'attivazione del Memorario anche sulla tirrenica sud, il numero dei treni che fermano in questa stazione dovrebbe aumentare sensibilmente
Il servizio viaggiatori è effettuato esclusivamente da Trenitalia.
Fermano solo treni regionali.

## Interscambi
Al bivio con la strada principale è presente una fermata delle autolinee CTT.
Nel periodo estivo il comune ha messo a disposizione una navetta che collega la stazione con le varie località balneari del comune.